# Riu Vólkhov
El Vólkhov (rus: Во́лхов) és un riu que flueix des del llac Ilmen fins al llac Làdoga. Està situat a les províncies de Nóvgorod i de Leningrad, de la Federació Russa. Es considera que forma part de la conca del Nevà. La longitud del riu és de 224 quilòmetres, i l'àrea del seu vessant és de 80.200 quilòmetres quadrats. El riu comença a la vora de la històrica ciutat de Veliki Nóvgorod i al llarg del seu curs s'hi poden trobar Kírixi, Vólkhov i Nóvaia Làdoga, i l'antiga ciutat de Stàraia Làdoga.

## Etimologia

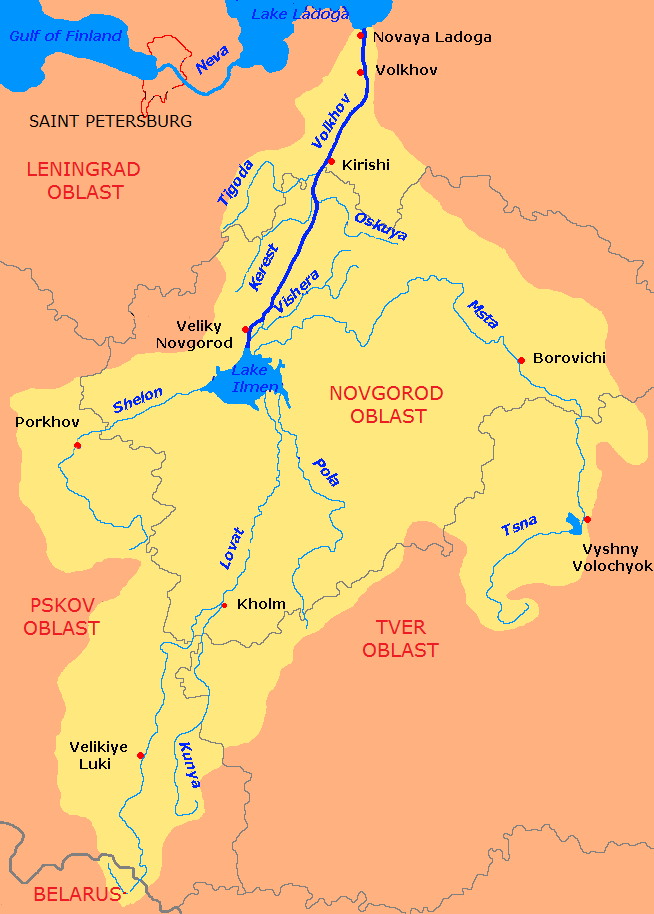
La conca del riu Vólkhov

Malgrat que s'han proposat diverses etimologies per al nom del riu, cap d'elles és universalment acceptada. En el seu Diccionari Etimològic de la llengua russa, Max Vasmer dubta de l'opinió d'alguns filòlegs que indiquen que el nom del riu està relacionat amb el finès velho «mag» o el rus volkhv «sacerdot pagà».

## Geografia
El Vólkhov va des del llac Ilmen cap al nord fins al Làdoga, el llac més gran d'Europa. És el segon afluent més gran del Làdoga. És navegable en tota la seva longitud. El cabal és altament variable i depèn principalment del nivell de l'Ilmen. En circumstàncies excepcionals el Vólkhov pot invertir el sentit del seu flux, especialment en el seu tram superior. El riu es glaça al final del novembre i es desglaça al principi de l'abril.
El nivell de l'aigua també es regula per la represa de la planta hidroelèctrica del Vólkhov, situada a 25 quilòmetres de l'inici del riu. Aquesta va ser la primera central hidroelèctrica soviètica oberta en el marc del Pla GOELRO, el 19 de desembre de 1926. A part de la generació hidroelèctrica, la presa serveix per facilitar la navegació en la part més baixa del riu, que anteriorment era conegut pels seus ràpids.
La part alta del Volkhov es connecta al connectat al riu Msta a través del canal de Siversov, que estalvia el llac Ilmen. La part baica es connecta amb el Nevà a través del canal del Làdoga, estalviant el llac del mateix nom.

## Història

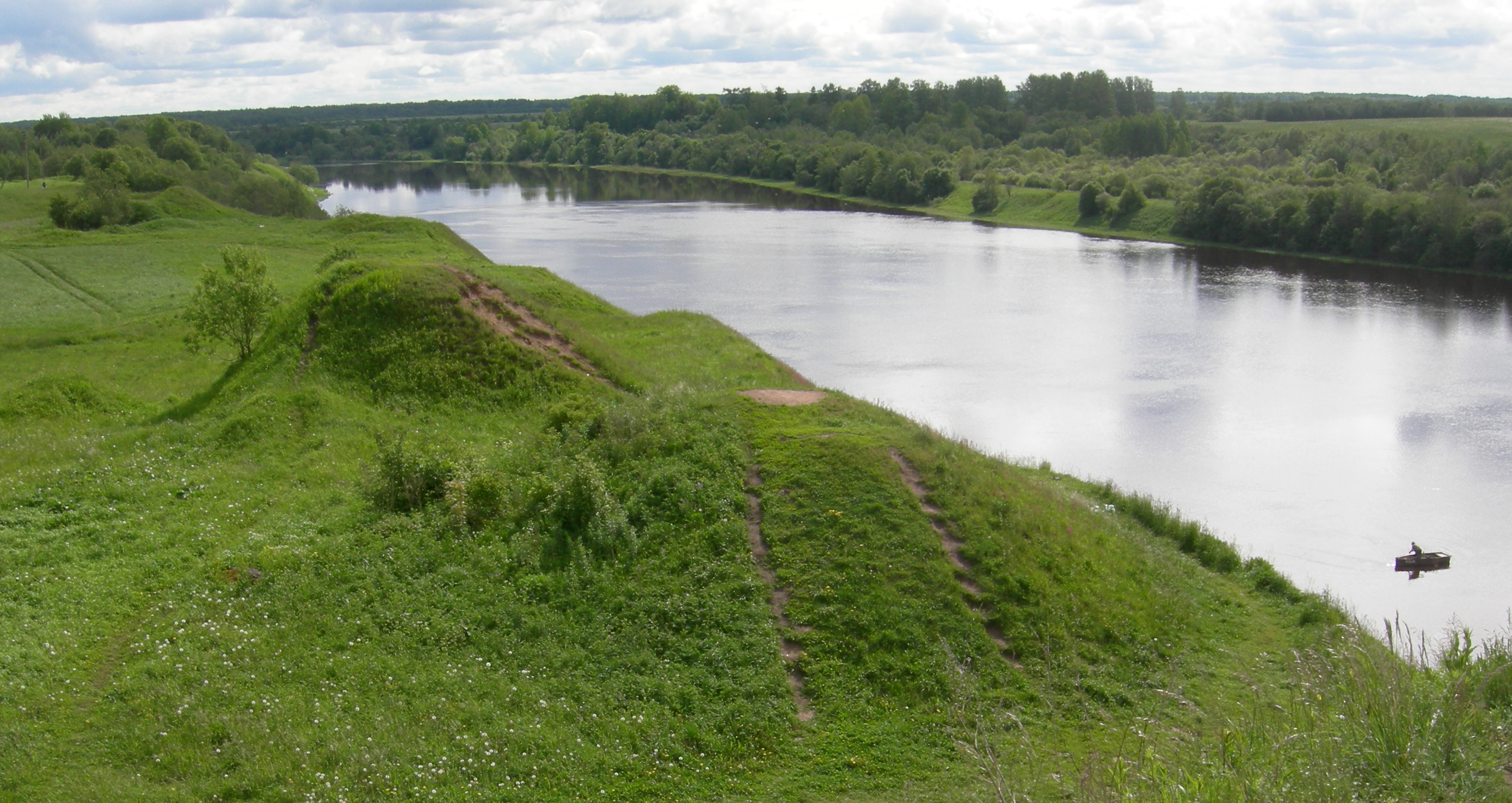
Túmuls d'enterraments vikings dels segles al, prop de Stàraia Làdoga

Malgrat la seva mida relativament petita, el Vólkhov ha tingut un paper important per a Rússia a nivell històric i econòmic. Com a reconeixement, hi ha una figura que representa el Vólkhov al monuments als quatre rius importants de Rússia de l'Antiga Borsa de Sant Petersburg, juntament amb els rius Volga, Dnièper i Nevà. La seva importància per al comerç ve del fet que és l'únic riu de l'interior de Rússia que flueix cap al nord i permet anar fins a la mar Bàltica, en comptes dels rius que van cap al sud en direcció a les mars Càspia i Negra.
A mitjan segle ix, el Volkhov era una artèria comercial molt poblada del fortament poblat artèria del Kaganat Rus, dominat pels varegs. Formava part de les rutes comercials més importants que connectaven l'Europa del Nord amb l'Orient a través del Volga (la ruta comercial del Volga) i del Dnièper (la ruta comercial del varegs als grecs). L'antiga capital russa Stàraia Làdoga i una de les ciutats medievals més importants, Nóvgorod es troben a la riba del Vólkhov.
Durant Segona Guerra Mundial, el tram del Vólkhov situat al nord de Véliki Nóvgorod separava les tropes soviètiques de les alemanyes entre el 1941 i el 1944. Els soldats alemanys hi van construir diverses "ciutats refugi" al llarg del front de batalla. Els troncs de bedoll local s'usaven per a construir refugis i carreteres de fusta als aiguamolls. Els edificis es feien inclinats per a facilitar el drenatge.